# Ramsing Sogn
Ramsing Sogn er et sogn i Salling Provsti (Viborg Stift).
I 1800-tallet var Ramsing Sogn anneks til Håsum Sogn. Begge sogne hørte til Rødding Herred i Viborg Amt. Håsum-Ramsing sognekommune blev ved kommunalreformen i 1970 indlemmet i Spøttrup Kommune, som ved strukturreformen i 2007 indgik i Skive Kommune.
I Ramsing Sogn ligger Ramsing Kirke.
I sognet findes følgende autoriserede stednavne:
- Blødkær (areal)
- Bustrup Plantage (areal)
- Ramsing (bebyggelse, ejerlav)
- Sønder Andrup (bebyggelse, ejerlav)